# Region Tunapuna-Piarco
Tunapuna-Piarco – to jeden z dziewięciu regionów Trynidadu o powierzchni 527,23 km² i najludniejsza jednostka terytorialna Trynidadu i Tobago. Powstał po zmianie podziału administracyjnego Trynidadu w 1992 roku. Siedzibą władz jest Tunapuna.

## Największe miasta
- Tunapuna
- Arouca
- Curepe
- Piarco
- Saint Augustine
- Trincity

Na terenie regionu znajduje się największy port lotniczy Trynidadu i Tobago – międzynarodowy port lotniczy w Piarco.
Region całkowicie otacza wyodrębnioną gminę Arima.